# Lemon Bjerge
Lemon Bjerge är en bergskedja i Grönland (Kungariket Danmark).   Den ligger i kommunen Sermersooq, i den centrala delen av Grönland, 900 km nordost om huvudstaden Nuuk.
Lemon Bjerge sträcker sig 27,3 km i nord-sydlig riktning. Den högsta punkten är 2 517 meter över havet.
Topografiskt ingår följande toppar i Lemon Bjerge:
- Domkirkebjerget
- Mejslen
- Mítivagkat